# Doci (Široki Brijeg)
Doci är en ort i Bosnien och Hercegovina. Den ligger i entiteten Federationen Bosnien och Hercegovina, i den södra delen av landet, 100 km sydväst om huvudstaden Sarajevo. Doci ligger 141 meter över havet och antalet invånare är 189.
Terrängen runt Doci är kuperad åt sydväst, men åt nordost är den platt. Närmaste större samhälle är Vitina, 2,8 km söder om Doci.
Omgivningarna runt Doci är en mosaik av jordbruksmark och naturlig växtlighet. Runt Doci är det ganska tätbefolkat, med 93 invånare per kvadratkilometer.